# Ultra wideband
UWB (ang. Ultra WideBand) – technika radiokomunikacji bazującą na szybkim wysyłaniu krótkotrwałych impulsów, gdzie czas trwania pojedynczego impulsu jest rzędu kilkudziesięciu pikosekund, a to pozwala uzyskać bardzo szerokie widmo emisji. System pracuje w paśmie 3,1÷4,85 GHz oraz 6,2÷9,7 GHz (Direct Spread UWB) lub 3,1÷10,6 GHz (Mutli Band OFDM).
Ultra wideband jest rozwijającą się techniką telekomunikacji bezprzewodowej, która charakteryzuje się wysoką szybkością przesyłania danych (do 2 Gb/s) na niewielkich odległościach rzędu 10 metrów. Pracuje na niskim poziomie mocy, co eliminuje interferencje z innymi systemami radiokomunikacyjnymi oraz pozwala budować urządzenia o niskim poborze mocy. Pomimo tego, że prędkość transmisji szybko spada w funkcji odległości, UWB ma spore szanse zastąpić w niedalekiej przyszłości połączenia kablowe między urządzeniami w domu czy w biurze.